# Annalie Longo
Annalie Antonia Longo (Auckland, Nueva Zelanda; 1 de julio de 1991) es una futbolista neozelandesa. Juega como mediocampista en el Melbourne Victory de la W-League de Australia. Es internacional con la selección de Nueva Zelanda.

## Trayectoria
Longo formó parte del Three Kings United desde que comenzó a jugar al fútbol durante toda su infancia y también mientras jugaba para Epsom Girls y entrenaba con la Wynton Rufer Soccer School of Excellence. Hizo su debut con el equipo mayor del Three Kings United en la Northern Premier Women's League en 2004.
Longo jugó al fútbol en el primer equipo de la Epsom Girls' Grammar School, ganando el torneo NZ Secondary Schoolgirls en 2008 con sus futuras compañeras en la selección Anna Green y Hannah Wall. Esto fue después de que el equipo ganara invicto los campeonatos provinciales de Auckland.
El 25 de octubre de 2019, Longo firmó un contrato de un año con el Melbourne Victory, regresando a la W-League de Australia. Su primer partido en el club fue una victoria por 3-2 ante el Brisbane Roar, jugando 74 minutos antes de ser sustituida en la segunda mitad.

## Selección nacional
Longo representó a su país en 7 torneos FIFA (récord nacional). Jugó la Copa Mundial de Fútbol en las categorías sub-17, sub-20 y mayor; además de participar en los Juegos Olímpicos. Es la primera futbolista del mundo en competir en todos estos torneos a lo largo de su carrera.

### Categorías menores
La mediocampista marcó el primer gol de Nueva Zelanda en la edición inaugural de 2008 de la Copa Mundial Femenina Sub-17, aunque fueron eliminadas en la fase de grupos, tras una derrota 1-2 ante Dinamarca, habiendo perdido previamente 0-1 ante Canadá en el partido inaugural.
También representó a Nueva Zelanda en la Copa Mundial Sub-20 de 2006, donde jugó en los tres partidos.
Longo fue incluida nuevamente en el combinado sub-20 para disputar la Copa Mundial Sub-20 de 2008 que se jugó en Chile, participando en dos de sus tres partidos en la fase de grupos. En 2010, representó a su país en una tercera Copa del Mundo Sub-20, esta vez en Alemania, apareciendo en los tres partidos de la fase de grupos.

### Selección mayor
Longo debutó en la selección mayor de Nueva Zelanda a sus 15 años, en una derrota por 0-3 ante China el 14 de noviembre de 2006, convirtiéndose en la futbolista internacional más joven de Nueva Zelanda.
Representó a su país en la Copa Mundial de 2007 en China, donde perdió ante Brasil (0-5), Dinamarca (0-2) y China (0-2). Longo es la segunda futbolista más joven en representar a cualquier país en una Copa Mundial de la FIFA.
Jugó uno de los tres partidos de Nueva Zelanda en la Copa Mundial de 2011 en Alemania y los tres partidos de su país en la Copa Mundial de 2015 en Canadá. También compitió en los Juegos Olímpicos de Londres 2012 y Río 2016.
Longo jugó su partido internacional número 100 en un amistoso contra Estados Unidos en septiembre de 2017.

## Estadísticas

### Clubes
| Club                    | País          | Año             |
| ----------------------- | ------------- | --------------- |
| Three Kings United      | Nueva Zelanda | ¿? - 2013       |
| Sydney FC               | Australia     | 2012            |
| Coastal Spirit FC       | Nueva Zelanda | ¿?              |
| Canterbury United Pride | Nueva Zelanda | ¿?              |
| Melbourne Victory       | Australia     | 2019 - presente |

## Palmarés

### Títulos nacionales
| Título             | Club               | País          | Año  |
| ------------------ | ------------------ | ------------- | ---- |
| Copa Kate Sheppard | Three Kings United | Nueva Zelanda | 2012 |

### Títulos internacionales
| Título                        | Equipo        | Sede               | Año  |
| ----------------------------- | ------------- | ------------------ | ---- |
| Campeonato Sub-20 de la OFC   | Nueva Zelanda | Samoa              | 2006 |
| Campeonato Femenino de la OFC | Nueva Zelanda | Papúa Nueva Guinea | 2007 |
| Campeonato Sub-20 de la OFC   | Nueva Zelanda | Nueva Zelanda      | 2010 |
| Campeonato Femenino de la OFC | Nueva Zelanda | Papúa Nueva Guinea | 2014 |
| Campeonato Femenino de la OFC | Nueva Zelanda | Nueva Caledonia    | 2018 |

(*) Incluyendo la Selección

## Vida personal
En los círculos futbolísticos, se la conoce con el sobrenombre de "pulga".
En una entrevista que dio en noviembre de 2014, dijo que vive en Kaiapoi (en la región de Canterbury) pero que también pasa la mitad de la semana en Auckland para realizar entrenamientos nacionales. Mientras está en Kaiapoi, juega para el Canterbury United Pride y luego pasa el resto de su tiempo entrenando niños de 2 a 10 años en el programa no competitivo Grasshopper Soccer. Dijo que disfrutaba trabajar con niños pequeños y verlos desarrollarse.